# GLAM
GLAM（グラム）とは、 美術館（Galleries）・図書館（Libraries）・公文書館（Archives）・博物館（Museums）の頭字語。より一般的には公的資金で公的に運営され、文化・自然遺産に関わる品を収集している施設を指す。

## 日本
日本では平成19年6月に文部科学省の検討協力者会議による検討結果が『新しい時代の博物館制度の在り方について』としてまとめられている。
文字順を並べ替えてMLA（エムエルエー）とも呼称される。また、公民館（Kominkan）を加えたMLAKや、大学（University）と産業（Industry）を加えたMALUIという呼称の提案もある。公民館は社会教育法、博物館・美術館は博物館法、図書館は図書館法、また美術館には「美術品の美術館における公開の促進に関する法律」と管轄法が異なる。

## 世界
総体として知識の資産を収蔵し公開する施設を指し、文化施設 (en) に該当する。略称は分類のしかたを反映して、たとえば美術館を博物館の範囲に分類するもしくは商業的に美術品を金銭の対価で取引する画廊との混同を避けるため、GLAMのGを除去したLAMが使われる。あるいは「記録」(レコード) のRを加えたGLAMRの例がある。多くの場合は一般社会の関心に沿いcultural heritageの資料を収集する施設をGLAMの定義とすることができる。
LAMの使用が1990年代に初出したように、この用語が登場した背景には、GLAM施設全体の役割や目的が収束していることが認識され始め、GLAM同業者の間で幅広いグループを作成する必要性が出てきたことがある。この必要性は美術品・書籍・文書・工芸品など各GLAMが所蔵品をオンラインで閲覧できるようしたことにより、オンライン化された「情報源」が効果的に同一化されたことで顕著になった。
GLAM収蔵品データベースのオンライン化は、オーストラリアの「GLAM Peak」、ニュージーランドの「National Digital Forum」など国の行政府が後押しする事例がある。
協働の規模拡大を支持する側は、現在の収束は実際には伝統的な統一への回帰であると主張し、GLAM機関のつながりはアレクサンドリア博物館から近世初期のヨーロッパで収集熱を支えた驚異の部屋まで続く認識に根ざすと指摘する。また収蔵点数の拡大につれてコレクションはより専門性を求めるようになること、収蔵施設は情報形式と利用者層に応じて分離することに加えて、19世紀から20世紀にわたる傾向として、各種類の機関で専門職の分業が明確になるにつれて研修プログラムの確立が見られた。
GLAMは収集機関として一次資料を保存しながら、研究者に有益な資料を提供する体制作りが進められている。台湾とスコットランドの体制を比較検討した考察もある。また収蔵品データベースをオンラインで公開することと、社会の評価のギャップ解消に関心が払われるようになった。

## ウィキメディアとGLAM
2010年11月と12月に開かれた「GLAM-WIKI」会議では、GLAM機関と無料の知的資源を提供するプロジェクト（特にウィキメディア財団の運営するもの）の連携がロンドンおよびパリで話し合われた。参加した大英博物館は、2013年に23本、2014年は65本の新規記事をウィキペディアに載せている。
ウィキメディアのプロジェクトとしてGLAMが位置づけられると、ダービー博物館・美術館がQRペディア事業 (2011年) に参加したようにGLAMとウィキペディアの共同プロジェクトがヨーロッパとアメリカで実績を築きつつある。GLAM活動に関心を寄せた市内の博物館の働きかけを受け、期間限定で町おこしにQRペディアを導入した町がウェールズのマンモスである。ウィキメディア財団は実社会へのアウトリーチ活動としてGLAMに受け皿を用意し、モデル事例の紹介やGLAM機関がウィキメディアとの協働を企画する手引きとして、具体的な段取りを示した。
ウィキペディアンを招聘する制度 (ウィキペディアン・イン・レジデンス) はGLAM機関が一定期間、研究者を受け入れて研究活動を支援する傍ら、ウィキペディアに所蔵品などの記事を掲載するため協力を得るシステムである。

## 関連資料
- 水谷由美子、岡部泰民、高畠海、山崎忠道ほか「異文化交流とファッションデザインに関する産学連携による実践的研究--やまぐち文化発信ショップの活動およびヘルシンキ芸術デザイン大学と山口県立大学の交流事例を通じて」『山口県立大学大学院論集』第4巻、59-80頁、山口県立大学、2003年。
- 株式会社丹青研究所『博物館制度の実態に関する調査研究報告書』(2006年3月)。平成17年度文部科学省委託事業。
- Smithies, Rachel. (2011). A review of research and literature on museums and libraries.　図書館、博物館の研究と文献概論
- 大澤剛士、神保宇嗣、岩崎亘典「「オープンデータ」という考え方と、生物多様性分野への適用に向けた課題(学術情報) 」『日本生態学会誌』第64巻第2号、153-162頁、日本生態学会暫定事務局、2014年。ISSN 0021-5007
- Hopkins Van Mil: Creating Connections (MLA) The Development of Accreditation – Gauging the museum sector’s response、2009年9月。副題 A report to the MLA。
- 大向一輝「学術情報流通とオープンデータ(<特集>オープンデータ)」『情報の科学と技術』第65巻第12号、503-508頁、一般社団法人 情報科学技術協会、2015年。ISSN 0913-3801、doi:10.18919/jkg.65.12_503
- 福田博同「美術工芸のシソーラスデータベース構築の課題 : 2016年現在」『コミュニケーション文化 = Communication in culture』第10巻、40-56頁、跡見学園女子大学、2016年3月。